# Atlético San Cristóbal
Maillots
L’Atlético San Cristóbal est un club vénézuélien de football basé au Venezuela, fondé en 1980.
Résident du stade Polideportivo de Pueblo Nuevo, le club connaît d'importants succès à ses débuts. Champion de deuxième division dès sa première saison, le club remporte le Championnat du Venezuela en 1982 et accède aux demi-finales de la Copa Libertadores 1983.
En 1986, le club rencontre des difficultés économiques et doit fusionner avec le Deportivo Táchira FC au sein de l'Unión Atlético Táchira, rebaptisée finalement Deportivo Táchira FC en 1999.

## Palmarès
- Championnat du Venezuela (1)
  - Champion : 1982